# 國華航空7601號班機空難
國華航空7601號班機空難是國華航空一班的來回台灣台北松山機場至馬祖北竿機場定期航班，1997年8月10日，一架多尼爾228-212型客機於在馬祖北竿鄉壁山墜毀，機上有16名乘客遇難。

## 事故過程
1997年8月10日，國華航空7601號班機由註冊編號B-12256的多尼爾228值飛，搭載14名乘客及兩名正副駕駛，上午7點37分由台北松山機場起飛，前往馬祖北竿機場。原先班機預計8點18分降落，但在8點12分和塔台進行最後一次通話之後，就失去聯絡。根據民航局公佈的飛機和航管對話顯示，機組員在8點12分曾經向塔台報告已經目視跑道，航管也發出降落許可，但是30秒後，駕駛員卻向航管要求重飛，對話中顯示當時情況緊急。隨後，航管連續六次呼叫國華航空駕駛要求回報位置，卻都沒有回音。8點20分，軍方通知壁山傳來爆炸聲，8點30分證實飛機失事。

## 事故原因
駕駛員飛錯航道導致撞山。